# Shori Sato
Shori Sato (佐藤勝利, Satō Shōri; Tòquio, 30 d'octubre de 1996) és un cantant, actor i locutor de ràdio japonès, membre del grup Sexy Zone.

## Biografia
Feu audició i aconseguí entrar a Johnny & Associates el 30 d'octubre de 2010. Malgrat que no portava massa temps integrat a l'agència debutà amb Sexy Zone el 16 de novembre de 2011, convertint-se en el membre escollit per a ocupar la posició central en les coreografies.
La seva carrera com a actor també començà aviat en anunciar-se el novembre de 2011 la seva participació, en un paper secundari, en el drama televisiu Hungry!, tot i que ja havia tingut una petita experiència amb el mini-drama Koi Suru Ganbarebu, amb aquesta producció va produir-se el seu debut real. El setembre de 2013 s'anuncia el seu primer paper protagonista en la sèrie de televisió 49, produïda per NTV.

## Sèries de TV
- [2011] Koi Suru Ganbarebu (恋するガンバレー部)[5]
- [2012] Hungry! (ハングリー！)[3]
- [2013] Summer Nude[6]
- [2013] 49[4]